# Johann Georg Schleuen
Johann Georg Schleuen (geboren 1737; gestorben 1799) war ein deutscher Kupferstecher.

## Leben und Werk

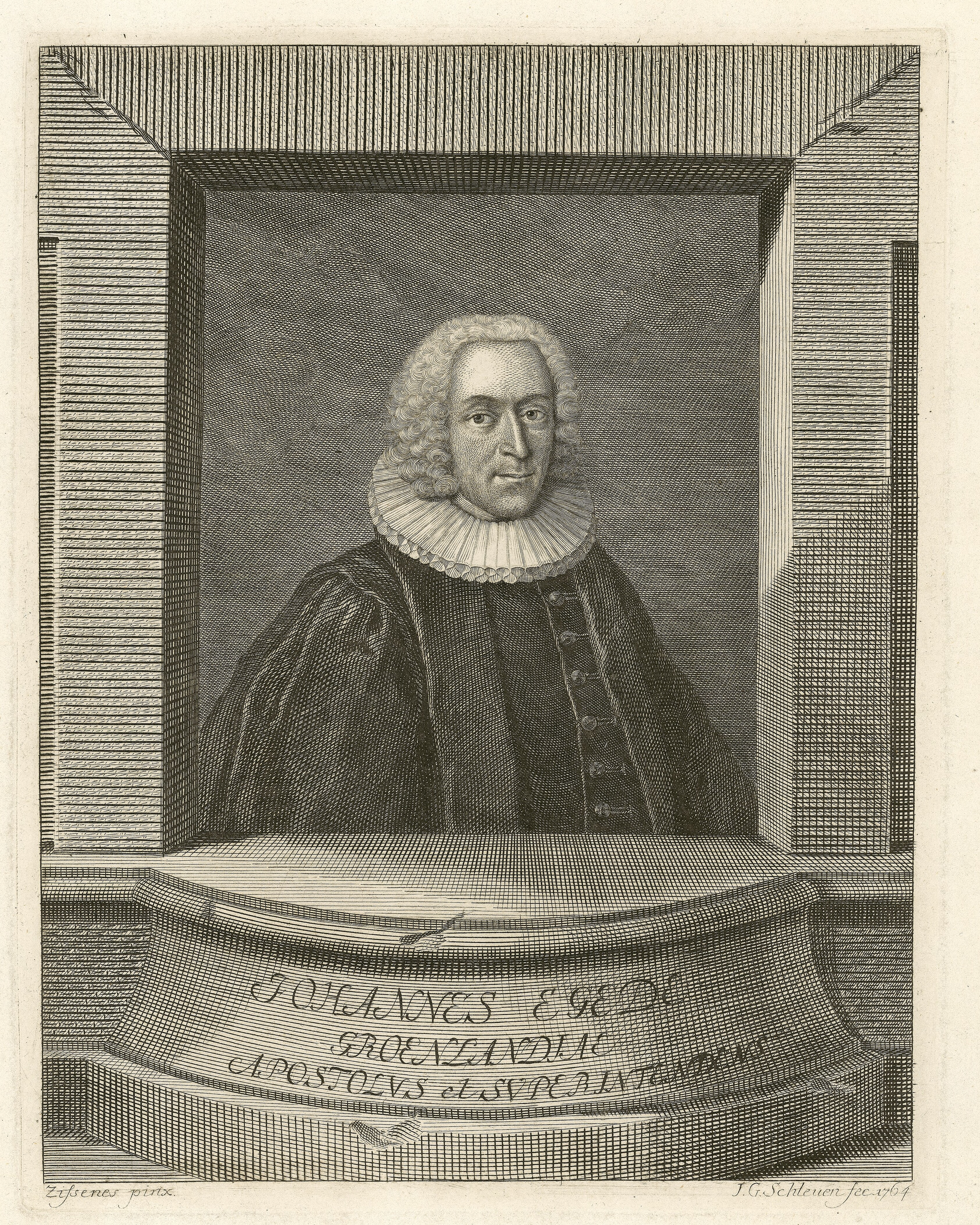
„Johannes Egede“, gerahmtes Brustbild nach dem Gemälde von Johann Georg Ziesenis d. J.

Johann Georg Schleuen war ein Sohn des in Berlin tätigen Kupferstechers, Radierers und Stichverlegers Johann David Schleuen und arbeitete wie seine Brüder Johann David,  Johann Friedrich (1739–1784) und  Johann Wilhelm (1748–1812) im Verlag seines Vaters, und wurde 1769 als „im väterlichen Haus wohnend“ erwähnt.
Er stach unter anderem folgende Bildnisse:
- zwei Radierungen in „Rembrandtscher Manier“, im Stil von Georg Friedrich Schmidt, nach Antoine Pesne:
  - 1758: Männerbildnis in ungarischer Tracht;[1]
  - 1760: Brustbild eines alten Juden;[1]
- 1759: Graf Gotter und Begleiterin als Pilger,[1] nach dem Gemälde „Gustav Adolf Graf von Gotter mit Friederike von Wangenheim als Pilger des Ordens der heiteren Einsiedler“ von Antoine Pesne und Jean Baptiste Dubuisson; Schloß Sanssouci[2] der Stich bezeichnet „J. G. Schleuen le fils, 1759“.[1]

Im Zeitraum um 1763 und 1764 hat Schleuen offenbar in Kopenhagen gearbeitet, wo unter anderem folgende Arbeit entstand:
- 1764: Bildnis des dänischen Missionars Hans Egede, bezeichnet „Zissenes [ = Ziesenis?] pinx., I. G. Schleuen fec. 1764“, nach einem Gemälde von Johann Georg Ziesenis d. J.[1]